# Neonauclea parviflora
Neonauclea parviflora är en måreväxtart som först beskrevs av Sijfert Hendrik Koorders och Theodoric Valeton, och fick sitt nu gällande namn av Colin Ernest Ridsdale. Neonauclea parviflora ingår i släktet Neonauclea och familjen måreväxter. Inga underarter finns listade i Catalogue of Life.